# Der König Kandaules

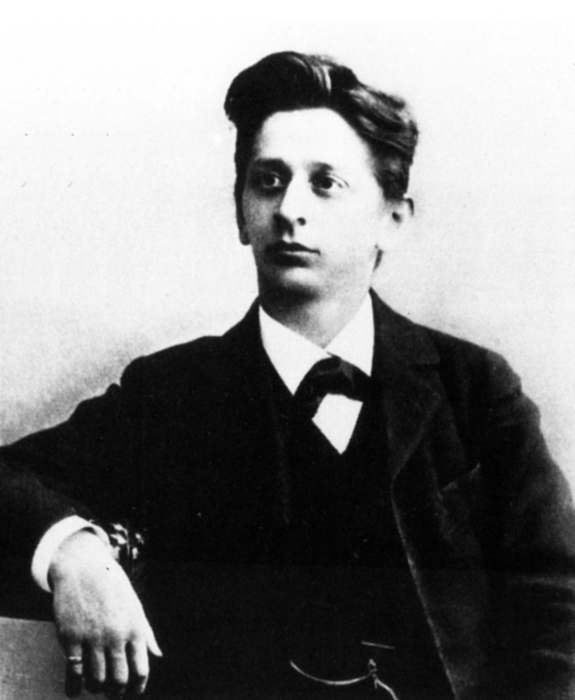
Alexander von Zemlinsky

Der König Kandaules (Kung Kandaules) är en opera i tre akter med musik av Alexander von Zemlinsky och libretto av tonsättaren efter André Gides skådespel Le roi Candaule (1901) i tysk översättning och bearbetning av Franz Blei.

## Historia
Zemlinsky hade redan före sin emigration till USA 1938 skrivit particellen till operan, men hade endast instrumenterat omkring en tredjedel av den. Försöken att få operan uppförd på Metropolitan Opera i New York misslyckades på grund av en nakenscen i andra akten. Zemlinsky övergav då projektet och fortsatte med andra verk istället. Lyckligtvis hade det fullständiga librettot bevarats, så att dirigenten och Zemlinskyexperten Antony Beaumont kunde fullborda verket. Då particellen innehöll tillräckliga instrumentationsuppgifter kunde Beaumont åstadkomma en enhetlig och trogen realisering av de klangfärger och karaktärsklanger som var så oerhört betydelsefulla för Zemlinsky. Beaumont lyckades därigenom rädda den sena höjdpunkten i Zemlinskys operaskapande åt eftervärlden. Operan uruppfördes den 6 oktober 1996 på Staatsoper i Hamburg.

## Personer
- Kung Kandaules (dramatisk tenor)
- Nyssia, hans hustru (dramatisk sopran)
- Gyges en fiskare (dramatisk baryton)
- Trydo, hans hustru (stum roll
- Phedros (lyrisk baryton)
- Syphax (lyrisk tenor)
- Nicomedes (baryton)
- Pharnaces (bas)
- Philebos (bas)
- Simias (tenor)
- Sebas (tenor)
- Archelaos (bas)
- Kocken (bas)
- Röster, gäster (kör)

## Handling
Lydien under antiken
Akt I
Den omättligt rike lydiske kungen Kandaules låter förbereda en festmåltid. Han har bjudit in sin gunstlingar för att för första gången visa upp sin hustru Nyssia utan slöja. När man i en fisk hittar en magisk ring, låter Kandaules tillkalla fiskaren Gyges. Gyges visar sig till en början likgiltig, men när han får veta att hans hustru Trydo är honom otrogen, slår han ihjäl henne helt öppet inför alla de närvarande. Kandaules blir fascinerad och bjuder in Gyges till slottet.
Akt II
Kandaules som vill låta alla sina vänner ta del av sin rikedom - till vilken han även räknar sin vackra hustru - övertalar Gyges att med hjälp av den magiska ringen (som gör den som bär den osynlig) betrakta den nakna Nyssia. Men därigenom förlorar kungen sin hustru, eftersom hon tillbringar natten med den osynlige Gyges, i tron att han är Kandaules.
Akt III
Gyges visar sig för Nyssia och tror att hon kommer att låta avrätta honom, men hon uppmanar honom att istället ta livet av kungen, som hon känner sig skamligt förrådd av. I den ambivalenta situationen som uppstår blir Gyges ny kung i en framtid där kungens maktbefogenheter är osäkra.